# Andrena bassana
Andrena bassana är en biart som beskrevs av Warncke 1969. Andrena bassana ingår i släktet sandbin, och familjen grävbin. Inga underarter finns listade i Catalogue of Life.